# باردايور
بلدية باردايور (بالإسبانية: Bardallur) هي بلدية تقع في مقاطعة سرقسطة التابعة لمنطقة أراغون شمال شرق إسبانيا.

## الديموغرافيا
بلغ عدد سكان بلدية باردايور 328 نسمة عام 2011 (وفقاً للمعهد الوطني الإسباني للإحصاء).
| 311 | 301 | 280 | 281 | 282 | 313 | 328 |